# Limnoria saseboensis
Limnoria saseboensis är en kräftdjursart som beskrevs av Menzies 1957. Limnoria saseboensis ingår i släktet Limnoria och familjen borrgråsuggor. Inga underarter finns listade i Catalogue of Life.